# Gohana
Gohana là một thành phố và là nơi đặt ủy ban đô thị (municipal committee) của quận Sonipat thuộc bang Haryana, Ấn Độ.

## Địa lý
Gohana có vị trí 29°08′B 76°42′Đ / 29,13°B 76,7°Đ Nó có độ cao trung bình là 225 mét (738 feet).

## Nhân khẩu
Theo điều tra dân số năm 2001 của Ấn Độ, Gohana có dân số 48.518 người. Phái nam chiếm 53% tổng số dân và phái nữ chiếm 47%. Gohana có tỷ lệ 67% biết đọc biết viết, cao hơn tỷ lệ trung bình toàn quốc là 59,5%: tỷ lệ cho phái nam là 74%, và tỷ lệ cho phái nữ là 60%. Tại Gohana, 15% dân số nhỏ hơn 6 tuổi.